# Edyn Blair
Edyn Blair (West Hollywood, California; 7 de julio de 1987) es una actriz pornográfica y modelo erótica y de glamour estadounidense.

## Biografía
Nació en julio de 1987 en West Hollywood, ubicado en el Condado de Los Ángeles (California), en una familia de ascendencia alemana, escocesa e irlandesa. Sus padres se divorciaron cuando ella tenía tres años.
Comenzó a trabajar como modelo de glamour con 18 años y tiempo más tarde fue estríper y modelo erótica, apareciendo en diversas publicaciones así como en la Feria Exxxotica, así como maquilladora para diversas películas e incluso para sus propias sesiones de modelaje.
Se trasladó hasta Los Ángeles, donde consiguió un contrato de modelaje con la empresa 101 Modeling, que le permitió debutar en la industria pornográfica como actriz en enero de 2014, a los 26 años de edad.
Como actriz ha trabajado para productoras como 3rd Degree, Zero Tolerance,Adam & Eve, Wicked Pictures, Devil's Film, Evil Angel, Girlfriends Films, Bang Productions, Digital Sin, Hustler, Brazzers o Lethal Hardcore.
En 2017 obtuvo sus dos primeras nominaciones en los Premios AVN en las categorías de Mejor escena de sexo en grupo, por la película Ginger Orgy, y a Mejor escena de sexo en realidad virtual, por la parodia pornográfica Donald Trump Sex Tape.
Un año más tarde recibió su primera nominación en los Premios XBIZ en la categoría de Mejor escena de sexo en película de parejas o temática por la cinta Adventures with the Baumgartners.
Ha trabajado en más de 200 películas como actriz.
Alguno de sus trabajos son A History Of Lesbians, Bush League 3, Crash, Do Brunettes Do It Better? 4, Fiery Hot Redheads, Gingeracial, Hair Pie 3, Interrogation, Lesbian Fashionistas, Snapshot o Transsexual Mashup.

## Premios y nominaciones
| Año  | Ceremonia                   | Resultado | Premio                                                 | Trabajo                              |
| ---- | --------------------------- | --------- | ------------------------------------------------------ | ------------------------------------ |
| 2016 | Premios AVN                 | Nominada  | Premio fan: Debutante más caliente                     | —                                    |
| 2017 | Premios AVN                 | Nominada  | Mejor escena de sexo en grupo                          | Ginger Orgy                          |
| 2017 | Premios AVN                 | Nominada  | Mejor escena de sexo en realidad virtual               | Donald Trump Sex Tape - A XXX Parody |
| 2017 | Spank Bank Awards           | Nominada  | Facial Cum Target of the Year                          | —                                    |
| 2017 | Spank Bank Awards           | Nominada  | Gloryhole Guru of the Year                             | —                                    |
| 2017 | Spank Bank Awards           | Nominada  | Most Fuckable Feet                                     | —                                    |
| 2017 | Spank Bank Awards           | Nominada  | Ravishing Redhead of the Year                          | —                                    |
| 2017 | Spank Bank Technical Awards | Ganadora  | Offroading Princess                                    | —                                    |
| 2018 | Spank Bank Awards           | Nominada  | Best DSL                                               | —                                    |
| 2018 | Spank Bank Awards           | Nominada  | Ravishing Redhead of the Year                          | —                                    |
| 2018 | Spank Bank Technical Awards | Ganadora  | Tremendously Tantalizing Thickness                     | —                                    |
| 2018 | Premios XBIZ                | Nominada  | Mejor escena de sexo en película de parejas o temática | Adventures with the Baumgartners     |
| 2019 | Premios AVN                 | Nominada  | Premio fan: Mejores pechos                             | —                                    |